# Dube Phiri
Dube Phiri (16 gennaio 1983) è un calciatore zambiano, attaccante dei Red Arrows Lusaka.

## Carriera

### Club
Ha giocato nel campionato zambiano e angolano.

### Nazionale
Convocato per la Coppa d'Africa 2006 e 2008, ha collezionato 21 presenze con la maglia della nazionale.

## Palmarès

### Club

#### Competizioni nazionali
- Coppa d'Angola: 1

Primeiro de Agosto: 2009
- Supercoppa d'Angola: 1

Primeiro de Agosto: 2010